# Tosarhombus nielseni
Tosarhombus nielseni is een straalvinnige vissensoort uit de familie van botachtigen (Bothidae). De wetenschappelijke naam van de soort is voor het eerst geldig gepubliceerd in 1991 door Amaoka & Rivaton.